# Galpón Víctor Jara
El Galpón Víctor Jara fue un centro cultural chileno ubicado en calle Huérfanos, Santiago Centro, frente a la plaza Brasil que era administrado por la fundación que lleva el mismo nombre en homenaje al cantautor, folclorista, activista social y político, Víctor Jara.
La edificación, de tipo galpón, fue refaccionada e inaugurada el 28 de septiembre de 2002, con motivo de conmemoración del 70° aniversario del nacimiento del artista chileno, en una ceremonia presidida por su viuda, Joan Jara. En él se realizaban diversas actividades artísticas y culturales, como exposiciones de fotografía, pintura, escultura, presentaciones musicales, de danza, teatro y manifestaciones en general.
El 14 de junio de 2013, tras un fallo de la Corte Suprema, el galpón fue clausurado indefinidamente por no contar con los permisos de edificación y patente comercial pertinentes para realizar actividades en las cuales se cobra; 
esto produjo una polémica con el municipio, los administradores del galpón y la inmediata reacción de artistas y manifestantes que se pronunciaron en contra de la medida judicial.

## Galería

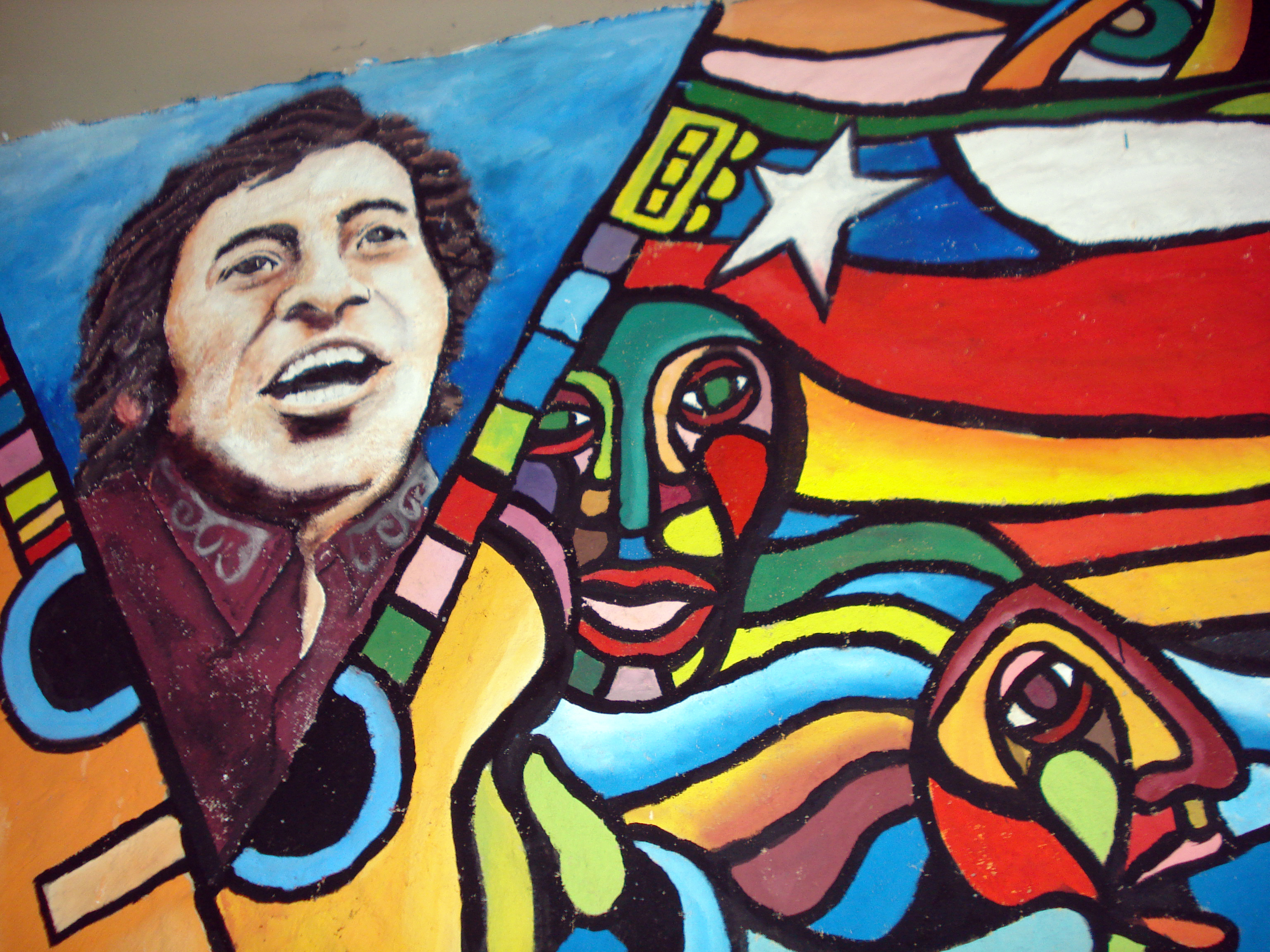
Mural al ingreso del galpón.
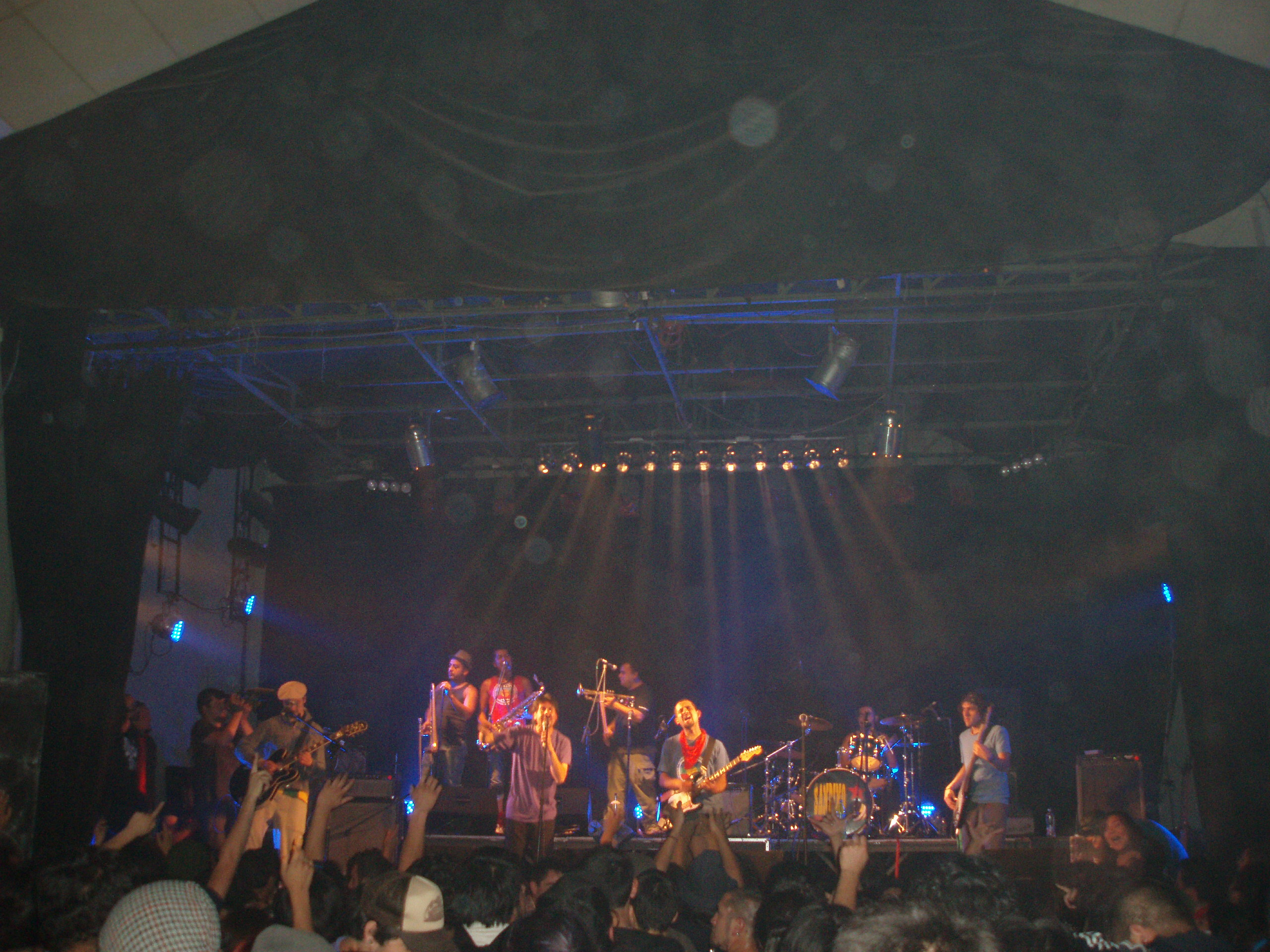
Sandino Rockers (2010).
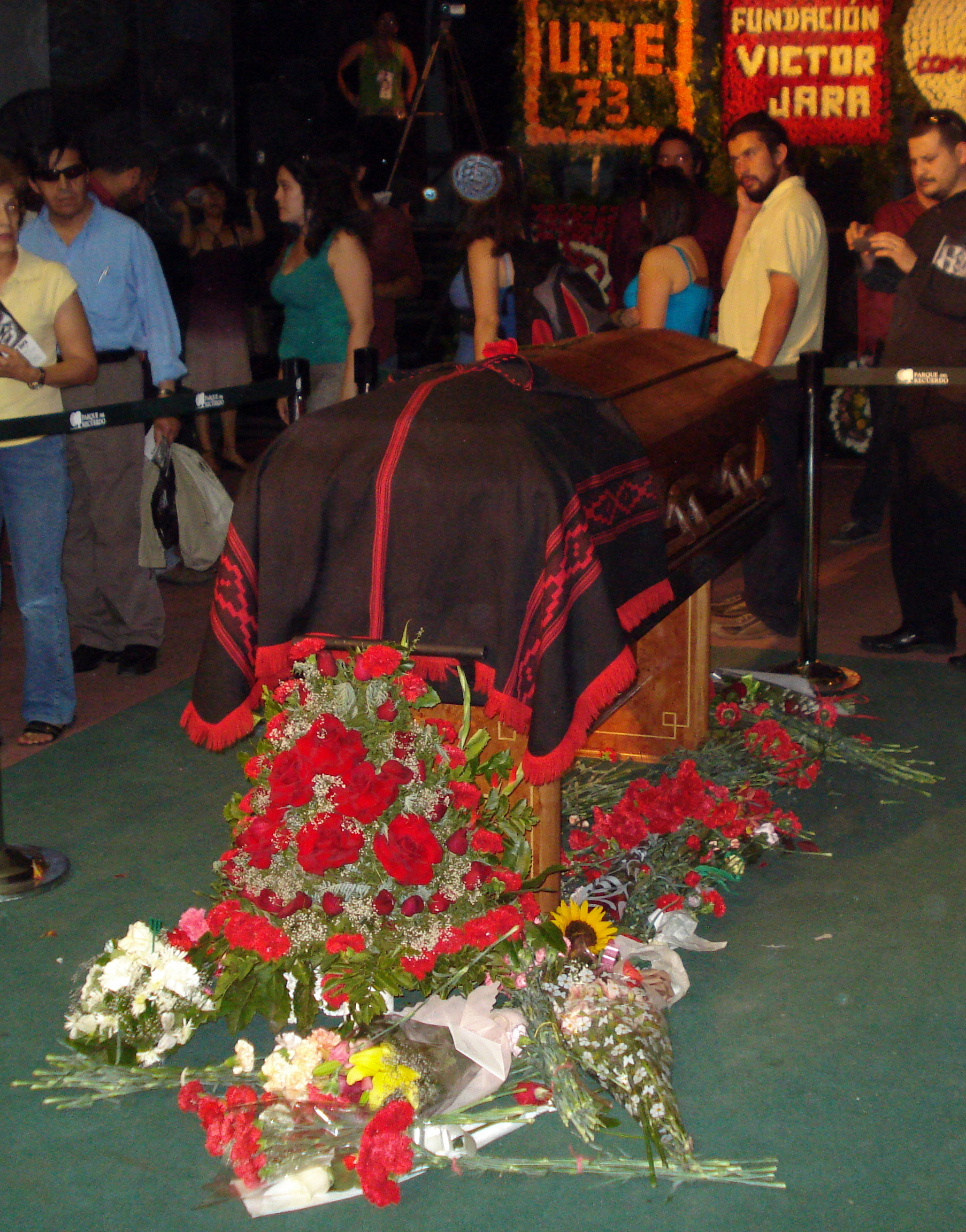
Velorio de Victor Jara (2009).
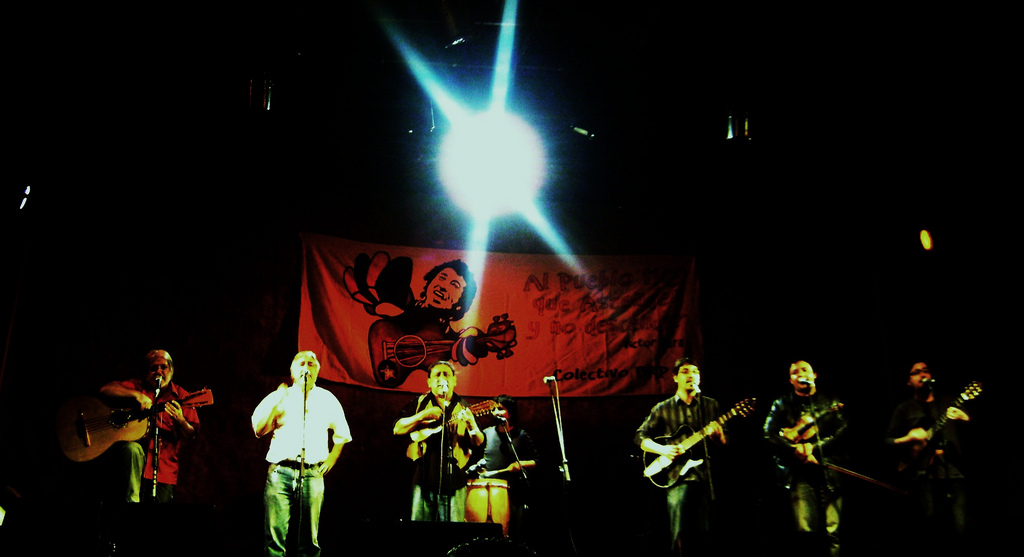
Inti-Illimani (2008).
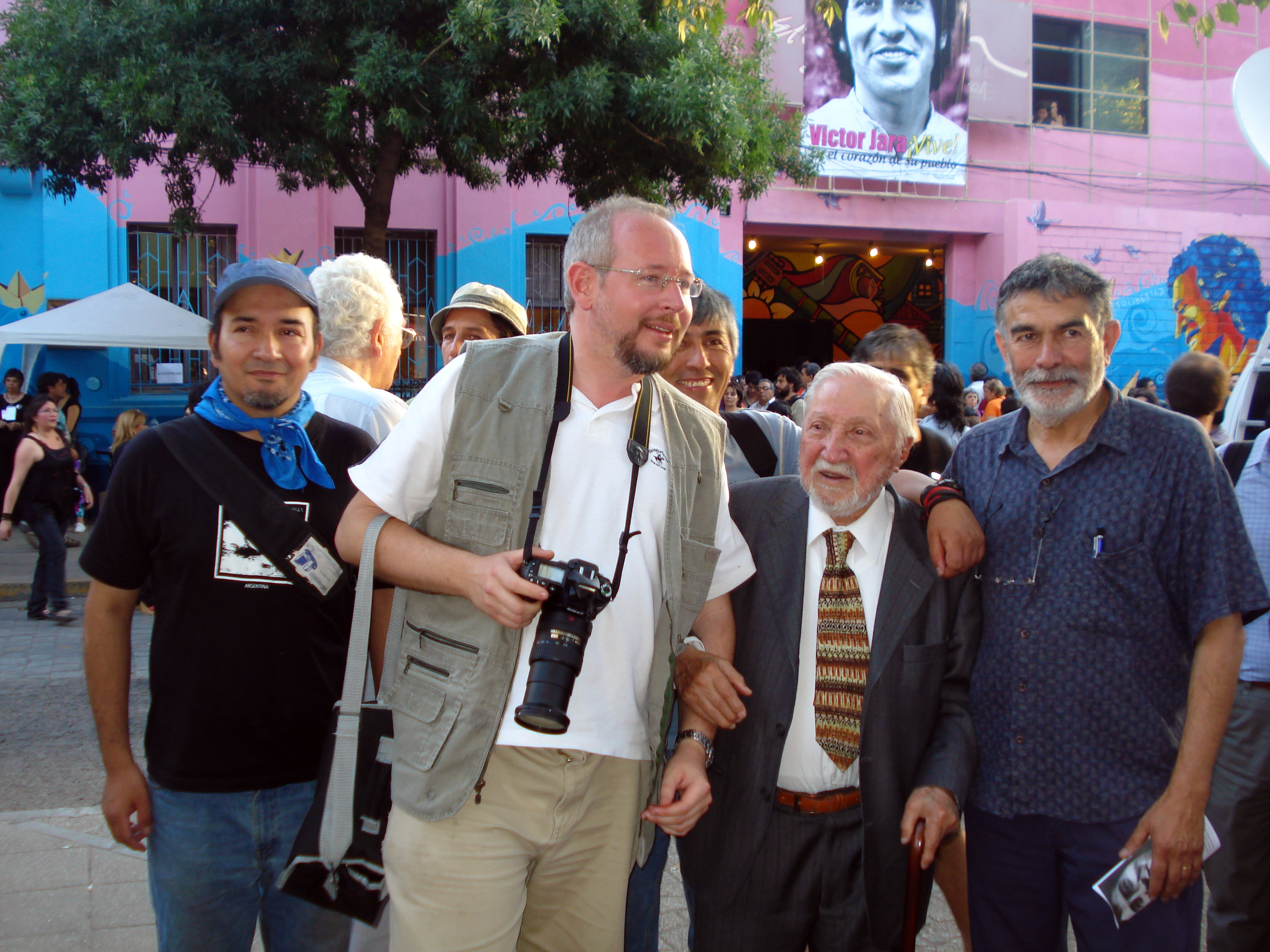
Luis Corvalán al exterior del galpón (2009).